# Antonín Rükl
Antonín Rükl (nacido en 1932) es un astrónomo, cartográfo, y escritor checo, conocido por su prestigioso Atlas de la Luna.

## Semblanza
Nació en Čáslav, Checoslovaquia. En su etapa estudiantil desarrolló un interés preferente por la astronomía, a la que ha dedicado toda su carrera. Se graduó en la Universidad Técnica Checa en 1956, empezando a trabajar en el departamento astronómico del Instituto Geodésico de Praga.
En 1960 se integró en el Planetario de Praga, donde alcanzó los puestos primero de subdirector y posteriormente de director. También fue nombrado presidente de la Sección Planetaria de la Sociedad Astronómica Checa y vicepresidente de la Conferencia Internacional de Directores de Planetarios desde 1996 hasta 1999. Se retiró a finales de 1999.
Durante su carrera ha  contribuido a la divulgación de la astronomía,  siendo el autor de muchos libros sobre el tema. Está especializado en cartografía así como en selenografía, la técnica de confeccionar mapas lunares. Ilustra muchos de sus propios libros, incluyendo su prestigiosos Atlas de la Luna.
Está casado con Sonja, con la que tuvo a su hija Jane y a su hijo Mike.